# Кубок наций 2011 (футбол)
Кубок наций 2011 (англ. 2011 Nations Cup), также известный по названию титульного спонсора, как 2011 Carling Nations Cup — первый розыгрыш Кубка наций, в котором участвовали национальные сборные Ирландии, Северной Ирландии, Шотландии и Уэльса. Матчи турнира прошли в феврале и мае 2011 года на стадионе «Авива» в столице Ирландии — Дублине. Победителем соревнования стала сборная Ирландии, одержавшая во всех трёх поединках Кубка наций три победы. Второе место осталось за шотландцами, бронзовые медали завоевали футболисты из Уэльса.

## Место проведения
Все шесть матчей турнира принял стадион «Авива», расположенный в столице Ирландии — Дублине.
| Дублин              |
| ------------------- |
| Авива               |
| Вместимость: 51 700 |
|                     |

## Итоговая турнирная таблица
| М | Команда           | И | В | Н | П | Мячи   | ±   | О |
| - | ----------------- | - | - | - | - | ------ | --- | - |
| 1 | Ирландия          | 3 | 3 | 0 | 0 | 9 − 0  | +9  | 9 |
| 2 | Шотландия         | 3 | 2 | 0 | 1 | 6 − 2  | +4  | 6 |
| 3 | Уэльс             | 3 | 1 | 0 | 2 | 3 − 6  | −3  | 3 |
| 4 | Северная Ирландия | 3 | 0 | 0 | 3 | 0 − 10 | −10 | 0 |

И — игры, В — выигрыши, Н — ничьи, П — проигрыши, Мячи — забитые и пропущенные голы, ± — разница голов, О — очки

Источник: Soccerway

## Результаты

### Первый тур
| Ирландия                          | 3:0      | Уэльс |
| --------------------------------- | -------- | ----- |
| Гибсон 60′ · Дафф 67′ · Фейхи 83′ | Протокол |       |

| Северная Ирландия | 0:3      | Шотландия                               |
| ----------------- | -------- | --------------------------------------- |
|                   | Протокол | Миллер 19′ · Макартур 32′ · Коммонс 52′ |

### Второй тур
| Ирландия                                                       | 5:0      | Северная Ирландия |
| -------------------------------------------------------------- | -------- | ----------------- |
| Уорд 24′ · Кин 37′, 54′ (пен.) · Кэткарт 44′ (авт.) · Кокс 80′ | Протокол |                   |

| Уэльс      | 1:3      | Шотландия                             |
| ---------- | -------- | ------------------------------------- |
| Эрншоу 36′ | Протокол | Моррисон 55′ · Миллер 64′ · Берра 70′ |

### Третий тур
| Уэльс                  | 2:0      | Северная Ирландия |
| ---------------------- | -------- | ----------------- |
| Рэмси 35′ · Эрншоу 71′ | Протокол |                   |

| Ирландия | 1:0      | Шотландия |
| -------- | -------- | --------- |
| Кин 24′  | Протокол |           |

## Бомбардиры
| Место | Игрок           | Команда   | Голы |
| ----- | --------------- | --------- | ---- |
| 1     | Робби Кин       | Ирландия  | 3    |
| 2-3   | Кенни Миллер    | Шотландия | 2    |
| 2-3   | Роберт Эрншоу   | Уэльс     | 2    |
| 4-13  | Кристоф Берра   | Шотландия | 1    |
| 4-13  | Даррон Гибсон   | Ирландия  | 1    |
| 4-13  | Дэмьен Дафф     | Ирландия  | 1    |
| 4-13  | Саймон Кокс     | Ирландия  | 1    |
| 4-13  | Крис Коммонс    | Шотландия | 1    |
| 4-13  | Джеймс Макартур | Шотландия | 1    |
| 4-13  | Джеймс Моррисон | Шотландия | 1    |
| 4-13  | Аарон Рэмзи     | Уэльс     | 1    |
| 4-13  | Стивен Уорд     | Ирландия  | 1    |
| 4-13  | Кит Фейхи       | Ирландия  | 1    |

## Освещение турнира СМИ
Все матчи турнира были показаны в прямом эфире на телеканалах «Sky Sports», «Eurosport» и «Sky 3D». Поединки сборной Уэльса дополнительно транслировались на местном канале этой страны — «S4C».